# استانداری فارس
استانداری فارس یک نهاد مرتبط سازمان امور اداری کشور و نماینده دولت جمهوری اسلامی ایران در استان فارس است که در شهر شیراز واقع شده است.

## تاریخچه
استانداری فارس در ۱۹ دی ماه سال ۱۳۱۶ با شماره ثبت/شماره مجوز: ۱۵۲۶ تأسیس شد.

## موقعیت
- شیراز، میدان امام حسین (ستاد)، ابتدای بلوار آزادی

## مدیریت
استان فارس یکی از استان‌های ایران است که در بخش جنوب این کشور واقع شده است. این استان با مساحتی در حدود ۱۲۲٬۶۰۸ کیلومتر مربع، چهارمین استان بزرگ ایران و با جمعیتی معادل ۴٬۸۵۱٬۲۷۴ تن، بر طبق برآورد جمعیتی سال ۱۳۹۵ خورشیدی مرکز آمار ایران، چهارمین استان پرجمعیت ایران به‌شمار می‌رود. استان فارس به ۳۷ شهرستان و ۹۷ بخش تقسیم شده است.

### فرمانداری‌ها
- فرمانداری ویژه آباده
- فرمانداری ارسنجان
- فرمانداری استهبان
- فرمانداری اقلید
- فرمانداری اوز
- فرمانداری بختگان
- فرمانداری بوانات
- فرمانداری بیضا
- فرمانداری پاسارگاد
- فرمانداری ویژه جهرم
- فرمانداری جویم
- فرمانداری خرامه
- فرمانداری خرمبید
- فرمانداری خفر
- فرمانداری خنج
- فرمانداری ویژه داراب
- فرمانداری رستم
- فرمانداری زرقان
- فرمانداری زرین‌دشت
- فرمانداری سپیدان
- فرمانداری سرچهان
- فرمانداری سروستان
- فرمانداری شیراز
- فرمانداری فراشبند
- فرمانداری ویژه فسا
- فرمانداری فیروزآباد
- فرمانداری قیر و کازرین
- فرمانداری ویژه کازرون
- فرمانداری کوار
- فرمانداری کوه‌چنار
- فرمانداری گراش
- فرمانداری ویژه لارستان
- فرمانداری لامرد
- فرمانداری ویژه مرودشت
- فرمانداری ممسنی
- فرمانداری مهر
- فرمانداری نی‌ریز[۵]

## بودجه
استان فارس در سال ۱۳۹۹، ۴۳۱۹ میلیارد تومان درآمد و ۱۰۸۷۵ میلیارد تومان هزینه داشته است. این استان ۶/۱ درصد از بودجه کشور را به خود اختصاص داده است.